# 음압 격리 병실

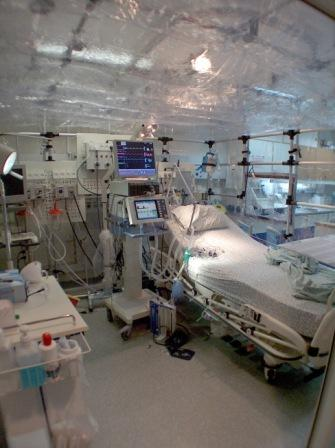
전염성 질환 환자를 위한 음압 격리병실의 내부.

음압 격리 병실(영어: negative pressure isolation room, NPIR)은 병원에서 환자 격리시 병실 사이의 오염을 막기 위해 음실압을 사용하는 격리 병실을 가리킨다. 음압 격리 병실에서는 환기 장치를 사용해 방 안의 기압을 음압으로 유지함으로써 외부의 공기가 방으로 들어올 수는 있지만 방의 공기가 밖으로 나갈 수는 없게 한다.

## 설치 및 운영 목적
- 결핵, 홍역, 수두, 메르스, 사스, 인플루엔자, 동물인플루엔자 인체감염증, 신종감염병 증후군, 생물테러감염, 코로나19 같은 공기를 매개로 한 접촉전염병 환자를 격리시킬 때 흔히 사용되는 방식이다.[2]
- 음압 격리 병실 및 필수지원시설 등 감염예방을 위한 감염병관리시설을 갖춘 감염병관리기관으로서 병원 내 2차 감염을 억제하고 의료진의 안전 확보 및 지역사회로의 전파 방지한다.

## 설치 법률 근거
- 감염병의 예방 및 관리에 관한 법률 제36조[3] 및 제37조[4]
- 국가지정 입원치료병상 운영 규정(질병관리본부 예규 제299호)[5]

## 음압 격리 병실 구성

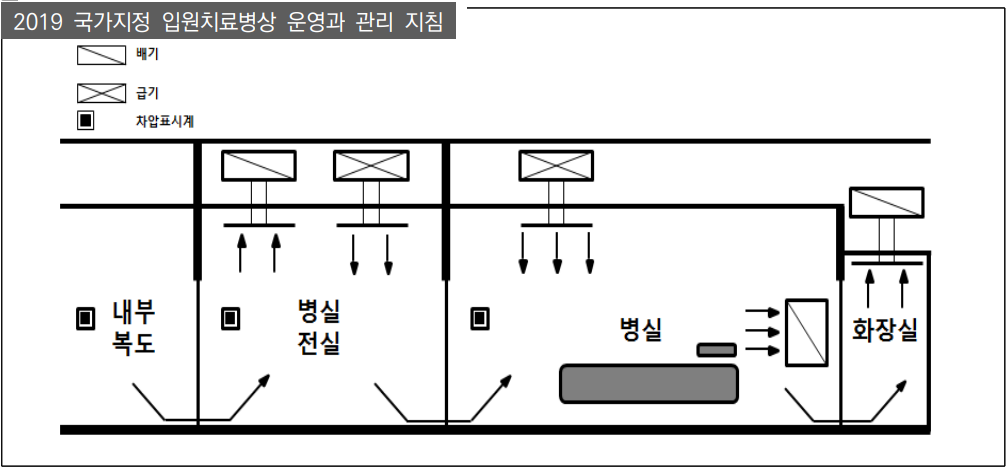
음압 격리 병실 구성도

- 음압 격리 구역이란 고위험 감염병 환자 등을 진료하기 위한 병실과 부속실 및 필수 지원 시설 등을 포함한 비음압구역 대비 낮은 음압이 설정되어 있는 구역을 말한다.
- 비음압구역이란 음압구역에 인접하여 감염병 환자 등의 진료를 위한 준비 및 환자 상태 관찰을 위한 간호스테이션 등이 설치된 구역을 말한다.
- 음압 격리 병실이란 입원치료구역 내 감염병 환자가 입원하는 병실을 말한다.
  - 병실내부는 지속적인 음압이 유지되며 병실에서 직접 진입 가능한 샤워시설과 화장실이 포함된다.
  - 이때 화장실의 음압을 가장 낮게 설정하여 최종적으로 공기의 흐름은 병실에서 화장실로 흐르도록 함
- 일반 격리 병실이란 2015년 이전에 국가지정 입원치료병상 구축 사업으로 지원하여 설치한 병실 중 음압설비가 갖추어지지 않은 병실을 말한다.
- 전실은 기본적인 감염예방관리를 수행하기 위한 준비 공간인 동시에 공기 감염을 예방하기 위한 공간으로 음압구역의 음압을 안정된  상태로 유지하는 역할을 하며, 병실전실과 복도전실 등이 있다.[2]

## 음압 격리 병실 시설 기준
- 입원 치료 병상은 병원 내 특수시설로 기존의 병원시설과 기능적으로 원활하게 연결되어야 한다.
- 감염병환자 등이 외부에서 음압격리구역까지 타부서 등을 거치지 않고 진출입할 수 있는 독립된 동선을 확보하여야 한다.
  - 2층 이상에 병동을 배치할 경우 전용 승강기 설치 또는 의료진·청결물 동선과 분리된 환자 동선을 확보하여야 한다.
  - 전용 입구에는 우천 시 등 대비하여 충분한 높이와 면적의 캐노피 설치를 권장한다.

- 의료진 동선은 음압 격리 구역으로 진입하는 진입동선(청결구역) 및 진출동선(오염구역)을 구분하여 설정한다.
- 입원 치료 병상은 병원의 일반구역과 물리적으로 분리하고 음압 격리 구역과 비음압구역으로 구분한다.
- 음압 격리 구역에는 복도전실, 탈의실, 병실전실, 병실 및 화장실, 폐기물처리실, 장비보관실 등을 배치함. 간호사실은 일반구역에 위치하고, 가능한 음압격리구역에 대한 관찰이 용이하도록 계획한다.[2]

## 대한민국 음압 병실 운영 현황
전국 29개 병원에 535병상(음압 198, 일반 337)을 구축·운영하고 있다.(2019년 11월 기준)

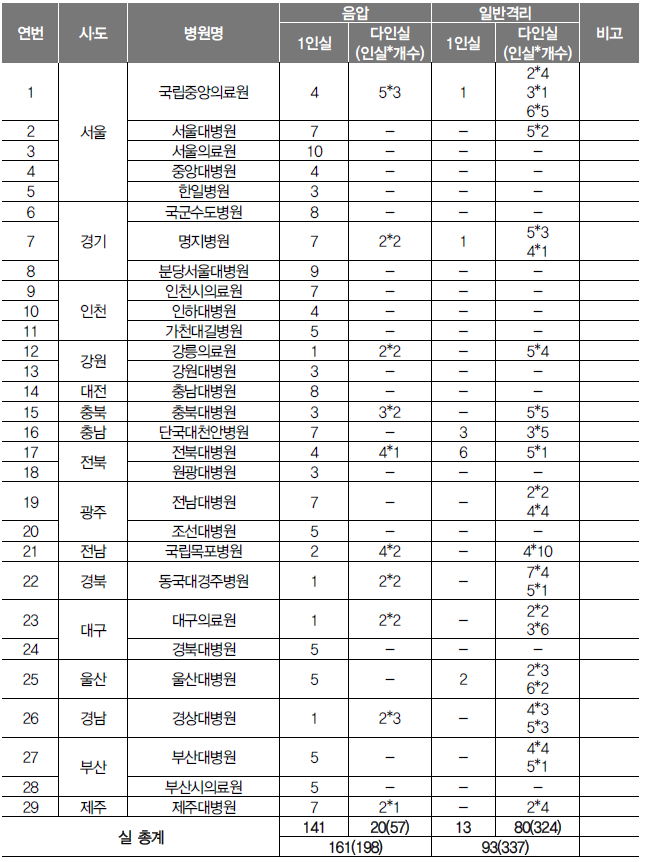